# Sovrintendente della Casa della Regina

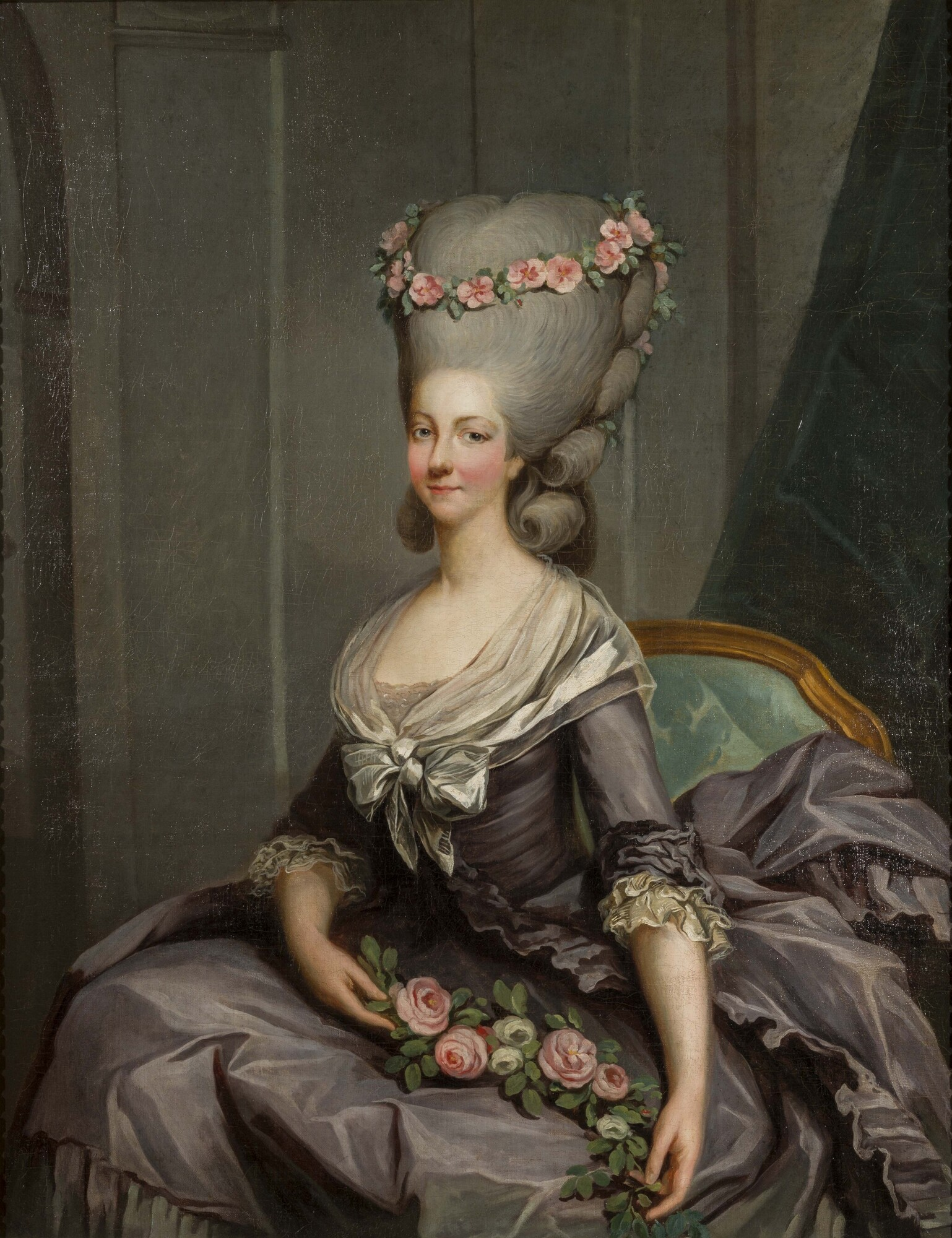
La principessa di Lamballe, sovrintendente della regina Maria Antonietta e ultima a ricoprire la carica.

La sovrintendente della Casa della Regina ebbe il primo grado della Casa della Regina francese. Questa carica, ritenuta troppo importante, fu soppressa tra il 1741 e il 1774.

## Storia
Questa carica è stata creata nel 1619. La sovrintendente e la governante dei figli di Francia erano le uniche cariche femminili in Francia i cui titolari prestavano giuramento di lealtà al re stesso.

## Sovrintendenti della Casa della Regina

### Anna d'Asburgo

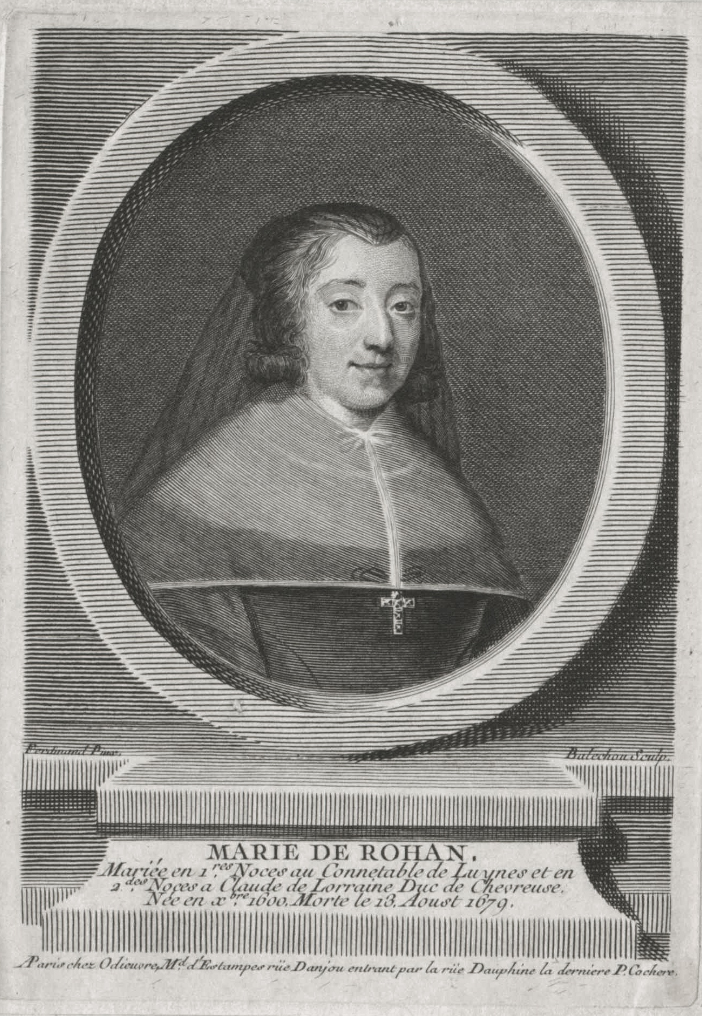
Marie de Rohan-Montbazon, sovrintendente di Anna d'Asburgo.

- 1619-1637: Marie de Rohan-Montbazon
- 1657-1666: Anna Maria Martinozzi

### Maria Teresa d'Asburgo
- 1660-1661: Anna Maria di Gonzaga-Nevers
- 1661-1679: Olimpia Mancini
- 1679-1683: Françoise-Athénaïs di Montespan

### Maria Leszczyńska
- 1725-1741: Maria Anna di Borbone-Condé
- 1741-1768: carica abolita

### Maria Antonietta d'Asburgo-Lorena
- 1775-1791: Maria Teresa Luisa di Savoia-Carignano